# Wang (Austria)
Wang è un comune austriaco di 1 318 abitanti nel distretto di Scheibbs, in Bassa Austria; ha lo status di comune mercato (Marktgemeinde). Nel 1970 ha inglobato i comuni soppressi di Pyhrafeld e Reidlingberg.